# Кола в лісі
Кола в лісі (англ. Circles in a Forest) — південноафриканський пригодницький фільм 1989 року.

## Сюжет
Молодий Сол працює разом зі своїм батьком лісорубами в африканських джунглях. Безсердечний власник лісопилки Макдональд платить їм за найнижчим тарифом. Через це робочим ще додатково доводиться полювати на слонів. Але Сол подружився з однією з тварин і відмовляється брати участь в полюванні. Батько його звільняє, і Сол змушений йти до Макдональда працювати на лісопилку. Там він зустрічає дочку Макдональда Кеті і закохується в неї.

## У ролях
| Актор               | Роль                   |
| ------------------- | ---------------------- |
| Ян Беннен           | Макдональд             |
| Арнольд Вослу       | Сол Барнард            |
| Джуді Тротт         | Кейт Макдональд        |
| Брайон Джеймс       | містер Паттерсон       |
| Джо Стюардсон       | Йорам Барнард          |
| Христо Ніхаус       | молодий Сол Барнард    |
| Даніель Круз        | молода Кейт Макдональд |
| Джоанна Палмер      | місіс Макдональд       |
| Нік ван Ренсбург    | старий Йозеф Барнард   |
| Альберт Марітц      | молодий Йозеф Барнард  |
| Ліам Канділл        | старий Ісак Барнард    |
| Дульсі ван дер Берг | Санна                  |
| Принц Мохіні        | Маска                  |
| Шарен Сварт         | Магріета Барнард       |
| Лінн Вайт           | місіс Стопфорт         |
| Скотт Дж. Атеа      | Кейнкросс              |
| Джилліан Гарлік     | місіс Кейнкросс        |
| Інгрід Емслі        | стара Джейн            |
| Доретта Потгітер    | молода Джейн           |
| Вілсон Данстер      | Кромптон               |
| Девід Шервуд        | Морріс                 |
| Чарльз Комін        | Джонс                  |
| Майкл Бруннер       | Тербланс               |
| Йохан Бота          | Мостерт                |
| Леслі Монгезі       | Танда                  |
| Юрген Геллберг      | Аренд                  |
| Дуглас Брістоу      | Ральстон               |
| Девід Батлер        | старий Джеймс          |
| Грем Армитаж        | член комісії           |
| Ентоні Фріджон      | Барклі                 |